# نادي كاسيرينو
نادي كاسيرينو الرياضي (بالإسبانية: Club Polideportivo Cacereño)‏ هو نادي كرة قدم إسباني مقره في قصرش في منطقة إكستريمادورا المتمتعة بالحكم الذاتي. تأسس النادي عام 1912، ويلعب في دور الدرجة الرابعة الإسباني [الإنجليزية] – المجموعة الرابعة، ويلعب مبارياته في أرضه على ملعب برينسيبي فيليب [الإنجليزية] بسعة 7،000 متفرج.